# باب البريد
باب البريد هو حي من أحياء مدينة دمشق بسوريا، والتي بأحيائها وحاراتها التاريخية التي تعود بك إلى عمق التاريخ، ومن هذه الأحياء حي باب البريد في دمشق القديمة، الذي يقع قرب المسجد الأموي حيث كان قائما أحد أبواب دمشق القديمة وهو باب البريد. يقع في باب البريد سوق باب البريد وهو من الأسواق القديمة في دمشق التي اشتهرت بمرور الوقت. اسمها قديم وينسب إلى باب البارد الذي وقف بين العمودين الضخمين المتبقيين من المعبد الروماني «جوبيتر دمشق» عند مدخل المسكية. باب البريد أحد أبواب الجامع الأموي، وهو بوابه أمام باب جيرون. تقع البوابة في أقصى نهاية سوق الحميدية وسوق المسقية، وكانت بوابة كبيرة تبدأ ببوابة فاخرة من ثلاثة أعمدة، لا تزال آثارها قائمة حتى الآن. أمام الباب العالي ممر من الأعمدة والأقواس الصغيرة التي تعود إلى عصور متأخرة، وبقيت كذلك حتى عصر الفرات، عندما قام الملك الصالح سيف علاء الدين أبو بكر بنقل الحجارة.
وتتميز منطقة أو حي باب البريد بعمارتها، وببيوتها الدمشقية العربية القديمة، وطرقاتها الضيقة وبعبق التاريخ.
تاريخ الباب ودوره في المدينة
تاريخ هذا الباب يعود للفترة الاسلاميةولعب دور مهم خفف على الناس التنفل والذهاب
حال الباب اليوم
على الرغم من الوضع الامني والسياسي السائد الان الا انه الباب لم يتغير اسمه وما زال مهما

## التاريخ
بُني باب البريد في العهد الروماني، تحديدًا في الفترة التي كانت فيها دمشق تحت الحكم الروماني الشرقي (البيزنطي)، وتم ترميمه وتجديده في العهد الأيوبي، خصوصًا في زمن صلاح الدين الأيوبي ومن جاء بعده وهو جزء من السور القديم لمدينة دمشق. بدأت المنطقة تزدهر منذ سنة 1329، وفيها عقد مجمع اللغة العربية اجتماعه التأسيسي في سنة 1919.

## سبب التسمية
سُمي باب البريد بهذا الاسم لأنه كان المركز الذي تنطلق منه رسل البريد قديمًا. وهذا يعني الفرسان الذين كانوا ينقلون الرسائل بين المدن في أيام الدولة الإسلامية، وخاصة في العهدين الأيوبي والمملوكي. توجد بعض المصادر القديمة التي لم تذكر هذا الاسم أبدًا، لأنه كان بابًا ثانويًا مقارنة بالأبواب الكبيرة، وكان يُشار إليه أحيانًا بالباب الصغير الشرقي.لوصف المعماري

## الوصف المعماري
يحتوي باب البريد على فتحة واحدة وقوس واحد بسيط، وليس مثل بعض الأبواب الكبيرة الدمشقية. لم يكن عليه كتابات واضحة أو زخارف بارزة، لأن تصميمه كان عمليًا أكثر من كونه جماليًا أو قويًا، فكانت مهمته الرئيسية نقل الرسائل.

## معالم باب البريد
تعرف المنطقة التي تشمل سوق المسكية اليوم بباب البريد، وتصل إلى النهاية الشرقية من السوق الحميدية. ومن المعالم المحيطة بها:
- مدرسة العادلية الكبرى
- مدرسة الملك الظاهر
- مدرسة السليمانية
- مدرسة المرادية. [2][3]